# Awantury miłosne panny D.
Awantury miłosne panny D. – polski film fabularny z 1923 r. w reż. Tadeusza Chrzanowskiego. Film nie zachował się do dziś.

## Ekipa
- Reżyseria – Tadeusz Chrzanowski
- Zdjęcia – Albert Wywerka
- Kierownictwo techniczne – Janusz Star
- Produkcja – Liana-Film

## Obsada
- Liliana Zielińska
- Janusz Star
- Leonard Buczkowski